# 虎山防空洞
 虎山防空洞，位於臺灣南投縣南投市中興新村環山路虎山西麓，可供三千多人避難，九二一地震後封閉。

## 由來
中興新村建立前，1955年，中央政府指示臺灣省政府遷址地點須靠山，以建立伏地堡。而南投虎山地質為莫氏硬度達7度的石英岩，適合作防空。中興新村又位在可防禦由西向東空襲的背山坡面，具安全的地理環境。
在謝東閔之前，省主席皆為將軍，省府公務員也多出身軍職。戰後時期初，省府常指揮工兵興建各地工程。1957年省政府搬遷中興新村後，便沿虎山西麓開鑿防空洞。工兵便開鑿寬2.6公尺、高2.8公尺、長1500公尺通道貫穿各防空洞。

## 景觀

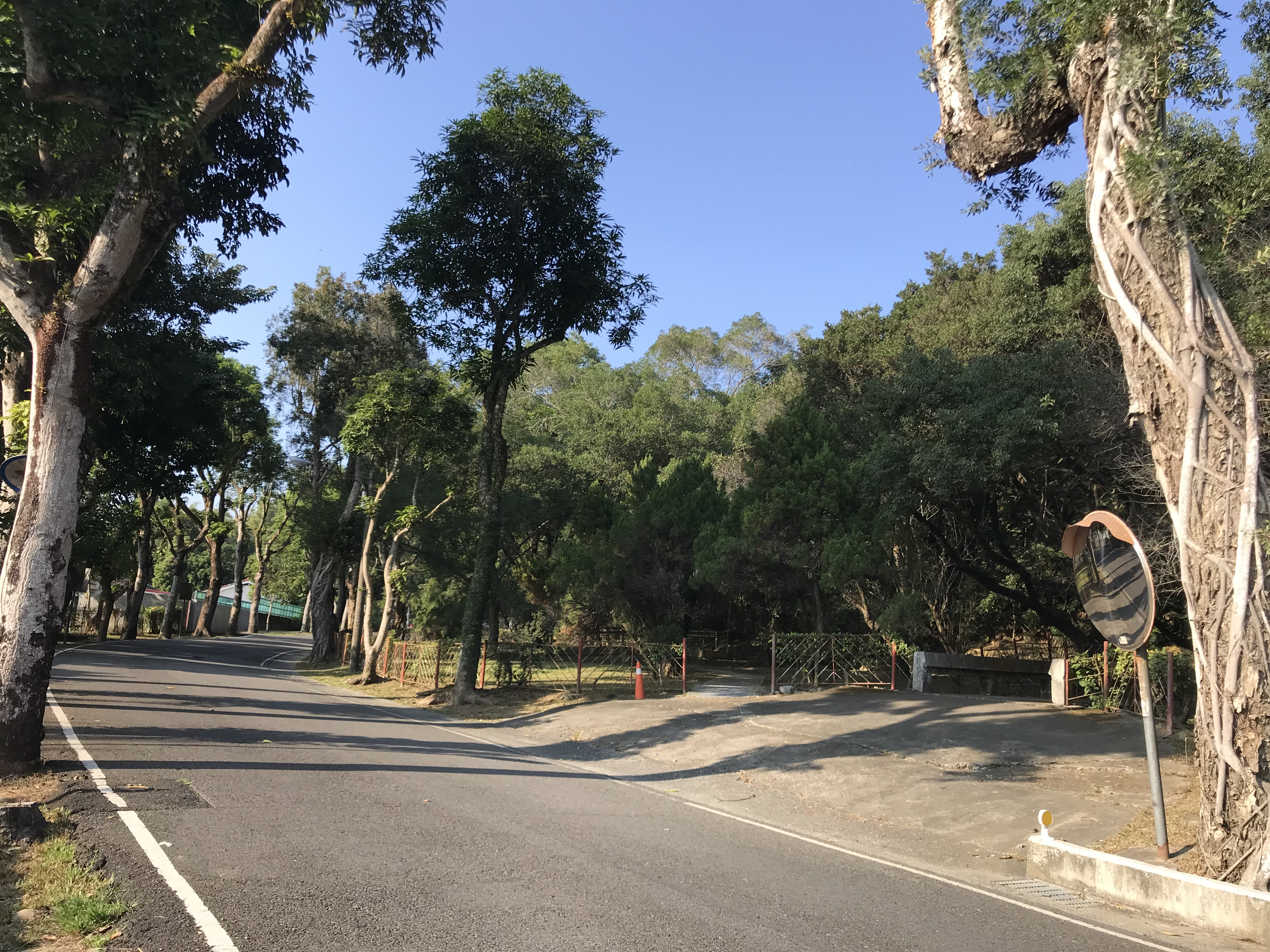
環山路旁39號防空洞入口

在臺灣省政府辦公大樓沿環山路幾百公尺之間，有6處防空洞出口散布。文化局長林榮森表示這些防空洞除避難功能外，內部還有儲糧倉庫、發電機、辦公室、會議室及無線電通訊設備。像是法規會辦公室穿堂左轉的41號入口，走過阻擋震波的厚牆即有省主席辦公室、醫護室、儲藏室和可容百人的會議室，內部為寬4公尺、高3.5公尺、長近700公尺。
山腰處設置數座排氣抽風口及瞭望塔。瞭望台邊的平房有乾井，下約60公尺就直抵防空洞本體。

## 使用
省府法規會辦公廳原先是民防管制中心，以門口的電塔和台北的指揮中心聯絡。省政府各廳處需組成防護團戴上防護團臂章動員演習，深入防空洞進行戰備應變。省主席則兼任民防管制中心主任，可見早年對防空的重視。如1968年4月6日泰嶽三號演習，中興新村的總裁官是省府秘書長徐鼐擔任，各廳處主任秘書為副總裁官。警報響起時，省府員工會以編號1到3500號魚貫入內，坐在有編號的長板凳上。
防空洞門口並有保安總隊守衛，如國史館臺灣文獻館編纂李展平年輕時就在37號洞口站衛兵。過去春秋都會辦理空襲警報演習，隨著承平已久，就只有中興高中學生進去洞裡。防空洞演習，一直到1991年才停止。1999年7月1日精省後，防空洞維護人員被裁撤。

## 廢棄

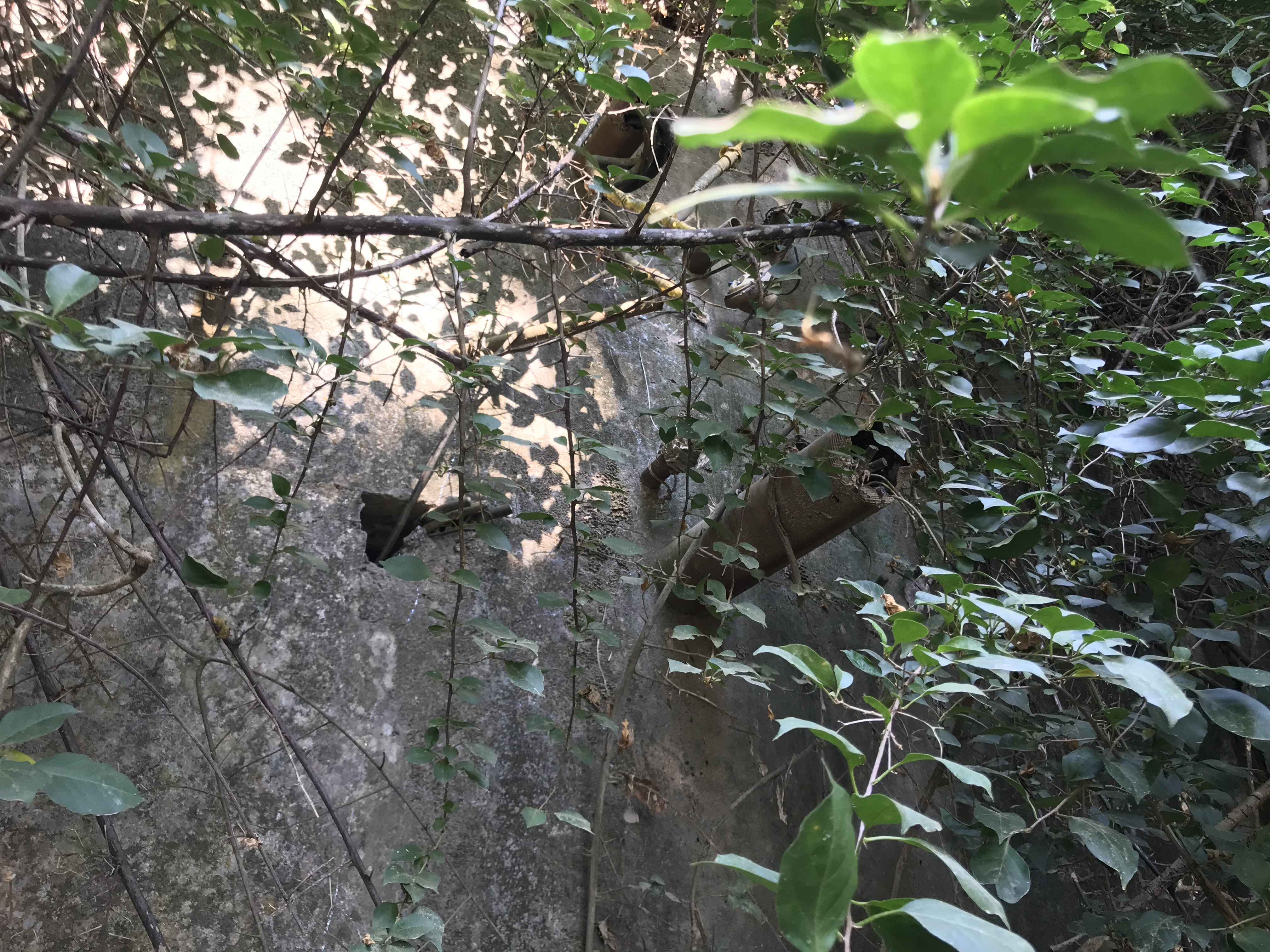
39號環山防空洞通風管

九二一地震後，虎山防空洞部分坑道結構扭曲變形，但辦公室、備勤室、儲糧倉庫、大型會議室、戰時指揮中心依然俱全。省府公共事務管理組考慮危險與常有情侶偷進入作性愛，便關閉。之後，有4個入口歸於中部科學園區管理。前光華里長史祝賢表示，這些防空洞已破落頓成廢墟，甚至吸引網紅探險。
2003年12月28日，南投堡藝文觀光學會理事長王水仙帶「再現中興風華研習會」學員參觀，並由省府公共事務管理組彭國華、周進來介紹。2007年4月30日，省府在39號入口防空洞外設立「虎山防空洞紀要」說明牌。
2012年初，縣文化資產審議委員會決議，將虎山防空洞等都納為中興新村的文化景觀。2013年3月，省府舉行「中興新村八景」票選活動，在國資圖中興分館、省政資料館等機關及鄰近5家餐廳內，提供外地遊客從中興新村老茄苳樹、中興新村牌樓、39號防空洞等景點票選。但3月26日結果，防空洞未列入八景。2016年由縣議員張維華團隊推出的中興新村美食旅遊導覽地圖，將此洞口列入「中興新村十二景」介紹。
2022年發生俄羅斯入侵烏克蘭，民眾提出若發生戰爭，虎山防空洞可供南投市民避難。2022年5月5日，南投縣議會臨時會，議員曾振炎建議縣府應重新考量整修利用。